# Мацуока, Ёсукэ
Ёсукэ Мацуока (яп. 松岡洋右; 3 марта 1880 — 27 июня 1946, Токио) — японский политический деятель.

## Биография
Родился в Японии в префектуре Ямагути в 1880 году. С 1893 по 1902 год проживал в США (в Портленде, штат Орегон). Окончил юридический факультет Орегонского университета (1900). По возвращении в Японию поступил на дипломатическую службу.
Приобрёл международную известность в 1933 году, когда объявил о выходе Японии из Лиги Наций, после критики Лигой Японии за операции в Маньчжурии. Именно он вывел японскую делегацию из зала заседаний Лиги Наций. После этого Мацуока стал президентом Южно-Маньчжурской железной дороги в Маньчжоу-го. Несколько раз (в том числе весной 1939 г.) встречался с лидером Всероссийской фашистской партии К. В. Родзаевским.
В 1940 году был назначен министром иностранных дел Японии в кабинете Коноэ. При его содействии был заключён Тройственный пакт между Италией, Германией и Японией (27.9.1940). 13 апреля 1941 подписал в Москве советско-японский пакт о нейтралитете. После нападении Германии на СССР выступал за немедленное начало Японией войны против СССР. В июле 1941 года Коноэ ушёл в отставку вместе со своим кабинетом. Вместе с кабинетом ушёл в отставку с поста министра иностранных дел и Мацуока. До конца Второй мировой войны активной политической деятельностью не занимался. В 1945 году был арестован американцами и был предан суду Международного военного трибунала для Дальнего Востока. Умер в 1946 году до окончания процесса.

## Галерея

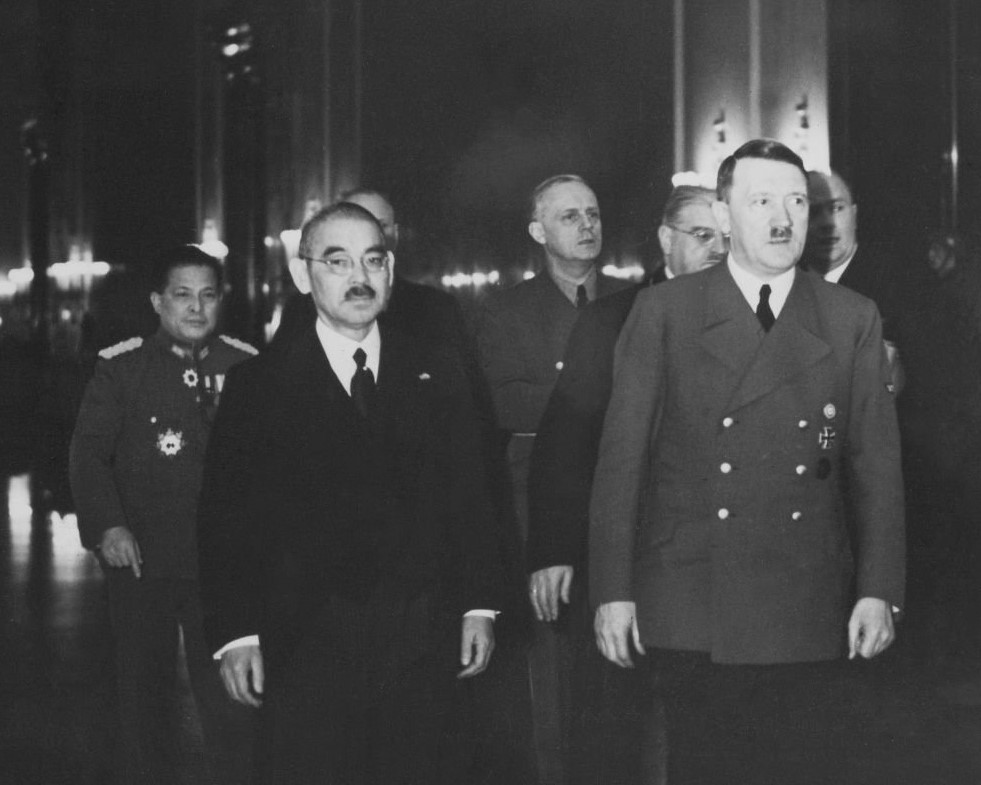
Мацуока, И. фон Риббентроп и Адольф Гитлер (Берлин, март 1941 г.)
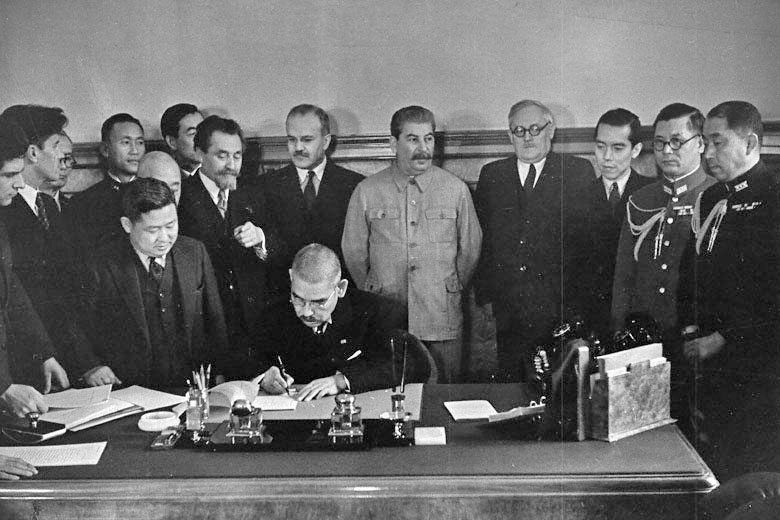
Мацуока в присутствии И. В. Сталина, В. М. Молотова и А. Я. Вышинского подписывает советско-японский пакт о нейтралитете (Москва, апрель 1941 г.)
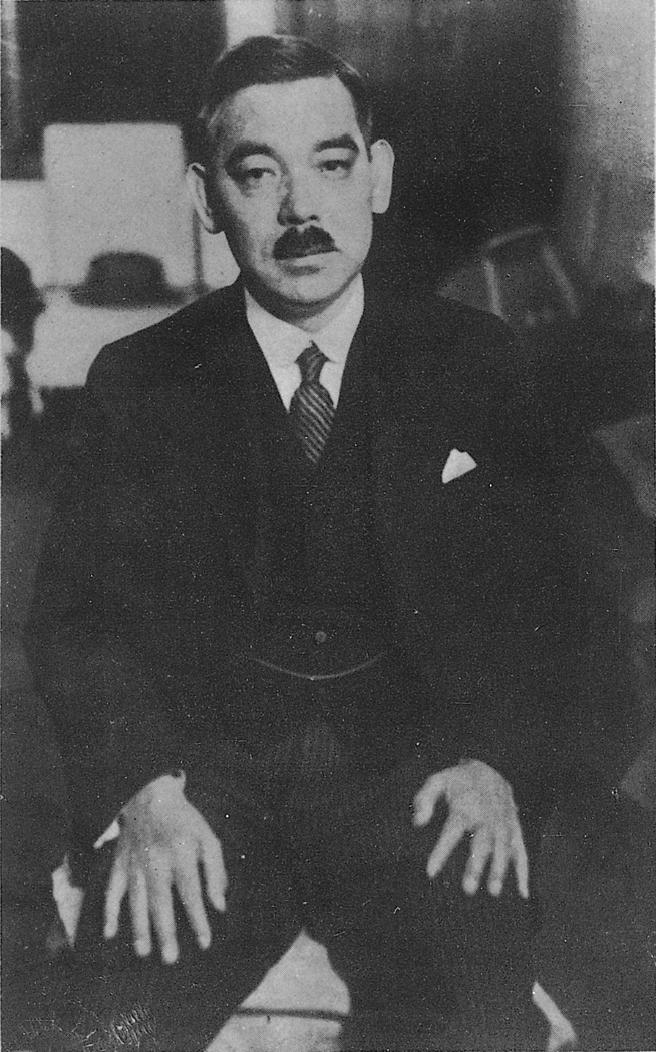
Мацуока